# 小浜流
小浜流（こはまりゅう）とは、日本の江戸時代初期まであった酒造りの流派の一つ。摂津国小浜郷（現兵庫県宝塚市）に栄えた。今は存在しない酒だけに、専門家や愛好家のあいだでは関心を集めている。

## 歴史
武庫川上流の小浜郷の酒蔵が、僧坊酒の直系の後継者である奈良流から習得して、独自の工夫を加えたものと思われる。当初は摂泉十二郷の走りとして伊丹、池田、鴻池などとともに栄えた。下り酒の一銘柄として、武庫川をくだって大坂湾に出て江戸へ出荷された。
しかし幕府の酒造統制や、摂泉十二郷のなかでの競争に敗れ、江戸中期までには衰滅してしまったものと思われる。

## 特色
古文書によってわかることは、伊丹流と同じく辛口の出来上がりであるが、「はなふり（花降り）なきなり」とあるように、タンパク混濁や火落ちが少ないことであった。
花降りとは、保存中の清酒がだんだんと白濁し、清酒の中に花が散り降るようにみえることを指す。花降りの原因には、白ボケ（タンパク混濁とも言い、麹からできる酵素などのタンパク質が火入れによって変性し析出すること）と、火落ち（乳酸菌の一種である火落ち菌が増殖し清酒が白濁し酸敗すること）とがある。両者ともに清酒が白く濁るために肉眼では見分けがつきにくい。近代以前の清酒は、火落ちにより商品価値を大きく損なうことが多かったため、酒の良否を判断するうえで清澄度が重視された。そのため、清酒が白濁すること（花降り）は火落ちでなくても忌避され、それが生じない製造法は優良とされた。
『童蒙酒造記』などに詳しい。